# Распределённая система управления

Функциональные уровни распределённой системы управления (РСУ)

Распределённая система управления (англ. Distributed Control System, DCS) — система управления технологическим процессом, отличающаяся построением распределённой системы ввода-вывода и децентрализацией обработки данных. Основным отличием РСУ от обычной SCADA-системы является глубокая интеграция средств разработки кода для уровня визуализации и уровня управления. Например, изменение в алгоритме управления процессом автоматически дублируется в программе отображения этого процесса.
В РСУ значительную роль играют контуры регулирования (ПИД-регуляторы).
Сферы применения РСУ многочисленны:
1. Химия и нефтехимия.
2. Нефтепереработка и нефтедобыча.
3. Газодобыча и газопереработка.
4. Металлургия.
5. Пищевая промышленность: молочная, сахарная, пивная.
6. Энергоснабжение и т. д.

Требования к современной РСУ:
1. Отказоустойчивость и безопасность.
2. Простота разработки и конфигурирования.
3. Поддержка территориально распределённой архитектуры.
4. Единая конфигурационная база данных.
5. Развитый человеко-машинный интерфейс.

## История
Первые инструментальные средства для создания DCS были представлены на рынок в 1975 году компаниями Honeywell (система TDC 2000) и Yokogawa (система CENTUM). Американский производитель Bristol Babcock в том же году представил свои универсальные контроллеры UCS 3000. Иногда к DCS относят систему Contronic 3 фирмы Schoppe & Faeser.
В 1979 году компания Fisher & Porter представила свою систему DCI-4000, а Invensys систему SPECTRUM.
В 1980 году компания Bailey представила систему NETWORK 90, а компания Alfa Laval систему SattLine.

## Задачи распределенных систем
1. Соединение пользователей с ресурсами.
2. Прозрачность — свойство систем, которые представлены в виде единой компьютерной системы.
3. Открытость — система, предлагающая службы, вызов которых требует стандартные синтаксис и семантику.
4. Масштабируемость.

### Технологии масштабирования
- Технология асинхронной связи.
- Распределение.
- Репликация.
- Кэширование.

На масштабируемость может плохо повлиять один существенный недостаток кэширования и репликации. Поскольку мы получаем множество копий ресурса, модификация одной копии делает ее отличной от остальных. Соответственно, кэширование и репликация вызывают проблемы непротиворечивости.

## Концепции аппаратных решений
Несмотря на содержание нескольких процессоров в распределенных системах существуют различные способы их организации. Обычно компьютеры подразделяются на две группы. Системы, которые используют память совместно, называются мультипроцессорами, а работающие каждый со своей памятью — мультикомпьютерами. Основная разница между ними состоит в том, что мультипроцессоры имеют единое адресное пространство, совместно используемое всеми процессорами. В мультикомпьютерах каждая машина использует свою собственную память. Типичный пример такой системы — несколько персональных компьютеров, объединенных в сеть. В зависимости от типа архитектуры, соединяющий сеть, системы подразделяют на шинную и коммутируемую. Исключительно мультикомпьютерная категория подразделяются на гомогенные и гетерогенные распределенные системы. Для гомогенных систем характерна одна соединяющая компьютеры сеть, использующая единую технологию.

### Контроллеры для распределенных систем управления
В связи с резким удешевлением микропроцессорной техники с одновременным повышением их надежности и характеристик, уменьшением их размеров и увеличением их функциональных возможностей появилось большое количество малогабаритных контроллеров и компьютеров, обладающих невысокой стоимостью. Наличие развитых сетевых средств позволяет связывать эти контроллеры в единую сеть, причем различные узлы (контроллеры, интеллектуальные модули ввода-вывода, компьютеры) этой сети могут быть разнесены друг от друга на достаточно большие расстояния.
Такая распределенная архитектура системы управления обладает следующими достоинствами:
- Высокая надежность работы системы. Четкое распределение обязанностей в распределенной системе делает ее работоспособной даже при выходе из строя или зависания любого узла.
- Малое количество проводных соединении. Контроллеры имеют возможность работать в тяжелых промышленных условиях, поэтому они как правило, устанавливаются в непосредственной близости от объекта управления.
- Легкая расширяемость системы. При появлении дополнительных точек контроля и управления достаточно добавить в системы новый узел (контроллер, интеллектуальный модуль ввода-вывода).
- Малые сроки проведения модернизации.
- Использование компьютеров и контроллеров меньшей мощности.
- Легкость тестирования и отладки. Поскольку все элементы системы активны, легко обеспечить самодиагностику и поиск неисправности.[2]

## Современный рынок
Основными современными системами DCS сегодня являются:
- ABB
  - System 800xA
- Areva T&D
  - PACiS
- Alstom
  - ALSPA 6
  - DS Agile
- B&R
  - APROL
- Emerson
  - Delta V
  - Ovation
- Honeywell
  - Experion PKS
  - TDC3000
  - Total Plant Solution (TPS)
- Invensys Foxboro
  - I/A Series
  - Foxboro A2 (Eurotherm Suite)
- Schneider Electric
  - PlantStruXure на базе UAG
- Mitsubishi Electric 
  - iQPlatform
- Siemens
  - APACS
  - QUADLOG
  - SPPA-T3000 Архивная копия от 3 февраля 2018 на Wayback Machine
  - PCS7
- Toshiba
  - TOSDIC-CIE DS
- Yokogawa
  - CENTUM / CENTUM VP

В сумме указанные производители занимают более половины мирового рынка DCS-систем. Прочие более-менее заметные производители это Metso, Yamatake, Hitachi, Fuji.